# Metropolitan Tabernacle
La Metropolitan Tabernacle è una chiesa battista riformata situata nell'Elephant and Castle a Londra. Nel 1861 era la più grande chiesa non conformista del suo tempo. La comunità del Tabernacle si riunisce per adorare insieme dal 1650. Il suo primo pastore fu William Rider; altri pastori e predicatori noti includono Benjamin Keach, John Gill, John Rippon e Charles Haddon Spurgeon. L'attuale pastore è Peter Masters.

## Storia

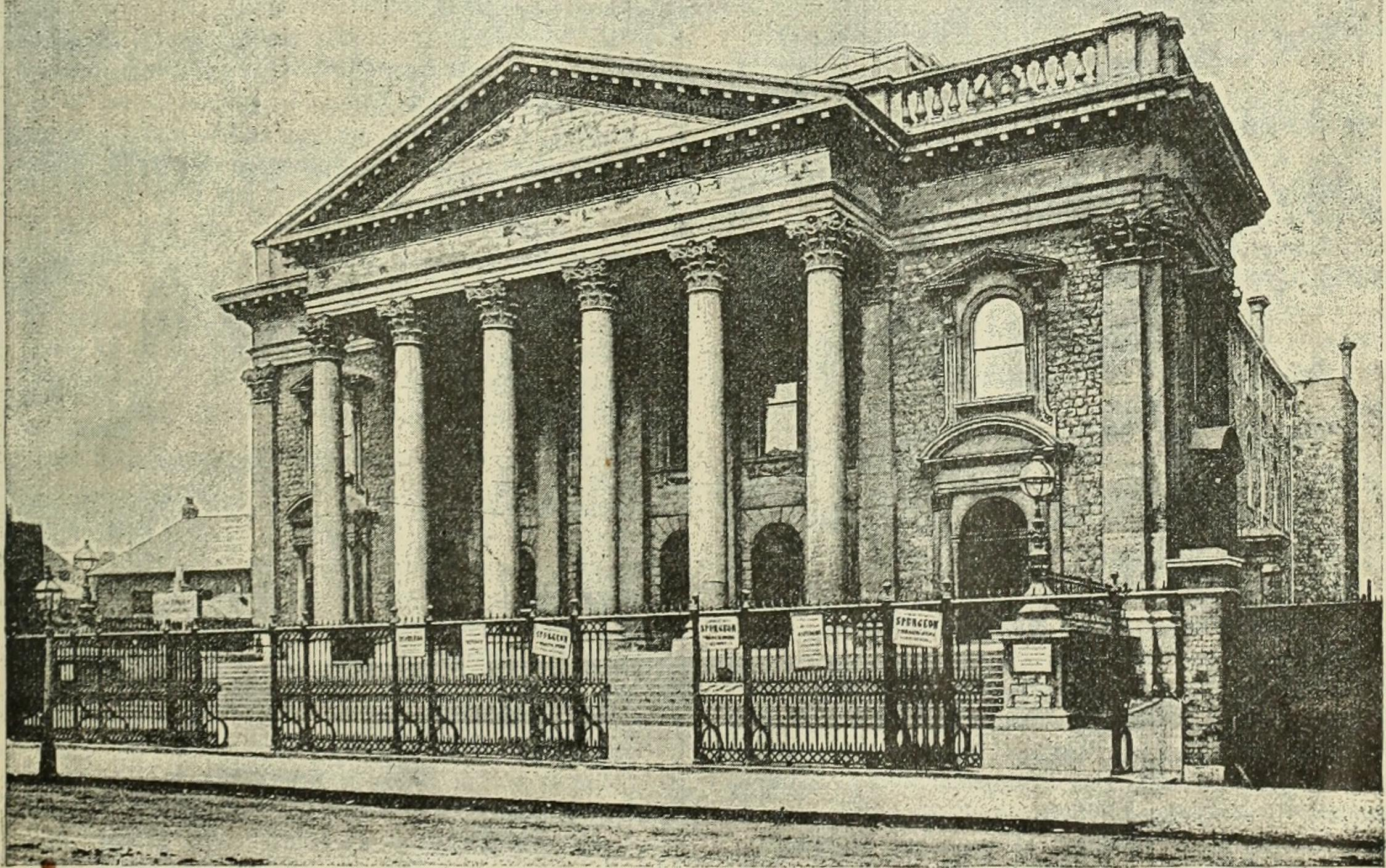
Metropolitan Tabernacle nel 1890

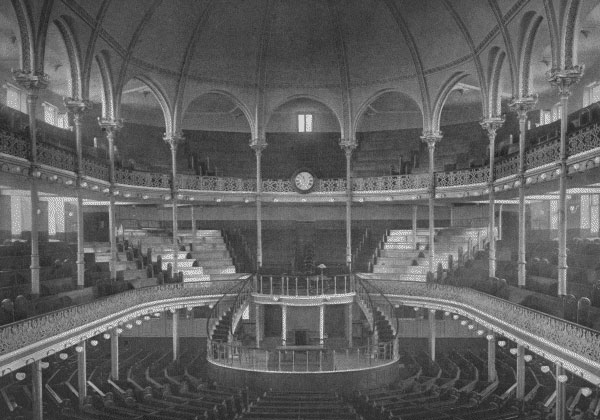
Ambienti interni originali del Metropolitan Tabernacle

La comunità del Tabernacle ha radici nel 1650, quando il Parlamento inglese vietò alle organizzazioni cristiane indipendenti di riunirsi. Questa congregazione affrontò la persecuzione fino al 1688, quando ai battisti fu nuovamente consentito di pregare in libertà. A quel punto, il gruppo costruì la sua prima cappella a Horsleydown, Southwark, un'area di Londra subito a sud dell'attuale Tower Bridge.
Nel 1720, John Gill divenne pastore e servì per 51 anni. Nel 1771, John Rippon divenne pastore e servì per 63 anni. Durante questi periodi, la chiesa crebbe e divenne una delle più grandi del paese. Successivamente, però, si verificò un periodo di declino e, nel 1850, la congregazione era diventata piccola.
Nel 1854, Charles Haddon Spurgeon iniziò a servire al Tabernacle all'età di 20 anni. All'inizio del suo ministero, la chiesa si trovava a New Park Street Chapel, ma ben presto divenne così piena che i culti dovevano essere tenuti in sale in affitto, come la Surrey Gardens Music Hall.
Durante il ministero di Spurgeon, si decise di trasferire permanentemente la chiesa in locali più grandi. La posizione scelta fu Elephant and Castle, una zona prominente vicino al fiume Tamigi, nel sud di Londra, anche perché si riteneva fosse il luogo del rogo dei martiri di Southwark. L'edificio, con un auditorium da 6.000 posti a sedere, progettato da William Willmer Pocock, fu completato nel 1861 e consacrato il 18 marzo.  Nel 1881, la chiesa contava 5.500 membri.
Spurgeon fondò anche un college per predicatori e operatori della chiesa (oggi conosciuto come Spurgeon's College), orfanotrofi per ragazze e ragazzi, e scrisse numerosi libri cristiani che sono ancora in stampa oggi.
Nel 1887, la chiesa lasciò l'Union Baptist per via dell'influenza crescente del liberalismo teologico all'interno dell'unione. Spurgeon era fermamente convinto che la chiesa non avrebbe "diluito" la fede, come riteneva stessero facendo altre chiese battiste.
Alla fine del 1891, la membership era di 5.311 persone. Spurgeon servì per 38 anni e morì nel 1892.
Il primo edificio andò distrutto in un incendio nel 1898, lasciando intatto solo il portico anteriore e il seminterrato, prima che la chiesa ricostruita venisse di nuovo distrutta nel 1941 durante i bombardamenti tedeschi su Londra nella Seconda Guerra Mondiale. Ancora una volta, il portico e il seminterrato sopravvissero e nel 1957 il Tabernacle fu ricostruito con un nuovo design, ma molto più piccolo, incorporando le caratteristiche originali sopravvissute.
La guerra portò a una drastica diminuzione della comunità, poiché pochi membri della vecchia congregazione riuscirono a tornare nella Londra centrale pesantemente bombardata. La chiesa si riunì nuovamente all'Union Baptist nel 1955. Entro il 1970, la congregazione era diminuita al punto da occupare solo alcuni banchi. La chiesa lasciò nuovamente l'Union Baptist il 22 febbraio 1971, poco dopo che Peter Masters divenne il pastore, per le stesse ragioni che Spurgeon aveva sollevato nel 1887. I numeri aumentarono notevolmente, portando alla piena occupazione della chiesa e delle gallerie di oggi, insieme a numerosi atti di fede. La chiesa organizza una scuola annuale di teologia, gestisce un seminario part-time per pastori, ha cinque scuole domenicali e offre download gratuiti di video e audio, insieme alla trasmissione in diretta dei culti. Nel 2009, The Guardian riportò che il Metropolitan Tabernacle attirava fino a 500 persone nel suo culto principale.